# Украинская энциклопедия (издательство)
Государственное научное учреждение «Энциклопедическое издательство» (укр. Державна наукова установа «Енциклопедичне видавництво) было создано на основании Указа Президента Украины от 02.01.2013 № 1/2013 и Распоряжения Кабинета Министров Украины от 27.03.2013 № 172 «О мерах по исполнению Указа Президента Украины от 2 января 2013 г. № 1 «О Большой украинской энциклопедии». Учреждение находится в управлении Государственного комитета телевидения и радиовещания Украины, который приказом от 01.06.2013 №114 утвердил статут этого ГНУ.

## История создания
ГНУ «Энциклопедическое издательство» стало преемником издательства «Украинская энциклопедия» (Всеукраинское государственное специализированное издательство «Украинская энциклопедия» им. М. П. Бажана, укр. Всеукраїнське державне спеціалізоване видавництво «Українська енциклопедія» імені М. П. Бажана), которое действовало в Киеве с 1989 года, занимаясь подготовкой и выпуском энциклопедической, справочной и словарной литературы.
В свою очередь, «Украинская энциклопедия» была преемницей издательств «УСЭ» (1930–1934) и Главной редакции УСЭ (1957–1989). Создано в 1989 году на базе её реорганизации как издательство «Украинская советская энциклопедия» имени М. П. Бажана. 
Книгоиздательское учреждение находилось в системе Государственного комитета СССР по делам издательств, полиграфии и книгораспространения (Госкомиздат УССР) и ведомств-преемников (Министерство печати и информации Украины, Держинформ), ныне в составе Гостелерадио Украины.
В структуре издательства действует Главная редакция Свода памятников истории и культуры Украины.

## Деятельность
С 1989 выпущено более 50 названий изданий, среди них:
- Украинская литературная энциклопедия (под ред. М. Зяблюк; в 5 т., вышли тт. 1–3, 1988–1995)
- Географическая энциклопедия Украины (отв. ред. О. Маринич; в 3 т., 1989–1993)
- Энциклопедия «Здоровье матери и ребёнка» (под ред. А. М. Лукьяновой, 1992)
- Энциклопедия «Искусство Украины» (в 5 т.; издан т. 1, 1995)
- Юридическая энциклопедия[укр.] (председатель редакционной коллегии — Ю. С. Шемшученко; в 6 т., 1998–2004)
- Энциклопедия «Украинский язык» (сопредседатели редакционной коллегии — В. М. Русановский, А. А. Тараненко; 1-е изд., 2000; 2-е изд., перераб. и дополн., 2004; 3-е изд., дополн., 2007)
- Энциклопедический справочник «Черниговщина» (под ред. А. В. Кудрицкого, 1990)
- Энциклопедический справочник «Полтавщина»[укр.] (под ред. А. В. Кудрицкого, 1992)
- Энциклопедический справочник «Художники Украины»[укр.] (под ред. А. В. Кудрицкого, 1992)
- Энциклопедический справочник «Улицы Киева»[укр.] (под ред. А. В. Кудрицкого, 1995)
- Биографический справочник «Искусство Украины»[укр.] (под ред. А. В. Кудрицкого, 1997)
- Красная книга Украины (2-е изд.; т. 1, 1994; т. 2, 1998)
- Энциклопедический справочник «Половые болезни» И. И. Маврова (совместно с московским издательством «АСТ-Пресс», 1994)
- Ж. Шаретт. «Практическое гомеопатическое лекарствоведение» (1990, 1992)
- К. Г. Нарежный. Живой мир геральдики: Животные и растения в государственной символике (1997)

В серии «Библиотека Украинской литературной энциклопедии: вершины литературы» увидели свет книги избранных произведений М. Бажана (в 2 т., 2004), Бориса Олейника (в 2 т. , 2005), Максима Рыльского (в 2 т., 2006), Дмитрия Павлычко (в 2 т., 2008).